# Wolfgang Wasow
Wolfgang Wasow (* 25. Juli 1909 als Wolfgang Richard Thal in Vevey (Schweiz); † 11. September 1993 in Madison (Wisconsin)) war ein amerikanischer Mathematiker deutscher Abstammung.

## Familiärer Hintergrund
Nach Eigenangaben in seinen Memoiren wurde Wasow 1909 in Vevey als Wolfgang Richard Thal unehelich geboren. Seine Mutter Alma Thal (1886–1950), später Alma Lepère, stammte aus Mitau in Lettland, das damals zum Russischen Kaiserreich gehörte. Die Schweizer Behörden trugen deshalb bei der Einreise nach Vevey die russische Staatsbürgerschaft in Wasows Geburtsdokumente ein. Tatsächlich jedoch hatte die Familie der Mutter litauische und deutsch-jüdische Wurzeln. Aus ihrer kurzen Beziehung mit Richard Kleineibst in der Schweiz entstammte der gemeinsame Sohn Wolfgang. Ein Jahr später zogen sie nach München. Nach ihrer späteren Heirat mit Eduard Wasow wurde Wolfgang für ehelich erklärt und trug seitdem den Nachnamen Wasow.

## Kindheit, Jugend, Studium
Wasow erlebte in seiner Kindheit noch Stationen in Freiburg, Heidelberg und Berlin, bevor er 1921 Schüler der Freien Schul- und Werkgemeinschaft Letzlingen wurde. In dieser laut Adolf Grimme einer der originellsten Reformschulen der Weimarer Zeit legte Wasow 1928 sein Abitur ab.
Er studierte an der Berliner Universität, an der Sorbonne in Paris und an der Universität in Göttingen bis zum Staatsexamen 1933 in Mathematik, Physik und Geologie.

## Europäische Emigration

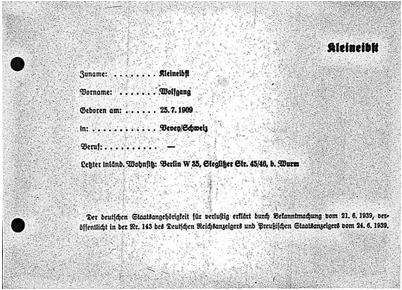
Entzug der deutschen Staatsangehörigkeit 1939

Unmittelbar anschließend emigrierte er nach Paris. Er bereitete sich auf weitere universitäre Prüfungen vor und arbeitete als privater Tutor. Er erhielt Unterstützung vom International Student Service und dem American Friends Service. Anfang 1935 erfolgte die Übersiedlung nach Cambridge.
Kurz darauf folgte er einem Angebot Werner Peisers, mit dem er über seine Mutter bekannt war, um als Mathematiklehrer am Landschulheim Florenz zu unterrichten, obwohl die Konditionen für seine Mitarbeit in Florenz alles andere als üppig waren: „Meine Vergütung bestand aus Unterkunft und Verpflegung sowie einem Hungerlohn in bar, genug, um Briefmarken zu kaufen, aber nicht genug, um mir anständige Kleidung zu leisten.“ Wasow blieb vom Februar 1935 bis zum Sommer 1937 am Landschulheim Florenz, obwohl ihm die Zusammenarbeit mit Peiser und mit Robert Kempner, dem zweiten Schulleiter neben Peiser, nicht leicht fiel. Andererseits bildeten sich aber auch enge Beziehungen zu anderen Kollegen heraus, so zu Thomas Goldstein, Ernst Moritz Manasse und den beiden Schwestern Marianne und Gabrielle Bernhard. Letztere wurde 1939 seine erste Ehefrau.
Im Sommer 1937, als Wolfgang Wasow Kempner gegenüber den Verdacht äußerte, dieser habe Briefe von ihm geöffnet, kündigte ihm Kempner. Wasow durfte noch mit ins Sommerquartier der Schule nach Bordighera, fand dort Anschluss an eine kleine Montessori-Schule und verließ das Landschulheim Florenz. Ende 1937 ging Wasow an das Alpine Schulheim am Vigiljoch / Scuola Alpina di Monte San Vigilio. Das in der Gemeinde Lana angesiedelte Schulheim war, ähnlich, aber kleiner als das Landschulheim Florenz, ein Internat für Schüler jüdisch-deutscher Herkunft. Auf über 1400 Meter Höhe gelegen, wurden 35 Schüler von 7 bis 8 Lehrern unterrichtet. Im Dezember 1938 musste die Schule aufgrund der italienischen Rassegesetzgebung geschlossen werden.
Wolfgang Wasow wurde am 24. Juni 1939 unter seinem Geburtsnamen Kleineibst aus dem Deutschen Reich ausgebürgert.

## Emigration in die USA und Karriere als Mathematiker
Mit der Unterstützung amerikanischer Hilfsorganisationen, darunter auch wieder der American Friends Service, konnten Wolfgang Wasow und seine Frau Gabrielle im März 1939 in die USA einreisen. Wasow fand noch im gleichen Jahr eine Anstellung als Ausbilder (Instructor) für Mathematik und Deutsch am Goddard College in Plainfield (Vermont), anschließend, von 1941 bis 1942 war er Lehrer am Connecticut College für Frauen und danach von 1942 bis 1946 wiederum Ausbilder (Instructor) für Mathematik an der New York University.
Parallel zu seinen Arbeiten an den diversen Colleges studierte Wasow von 1940 bis 1942 an der New York University und wurde hier 1942 von Kurt Otto Friedrichs promoviert. Seine eigentliche akademische Karriere begann dann 1946 mit einer Assistenzprofessur für Mathematik am Swarthmore College (Pennsylvania). Darauf folgten Stellen als Forscher am Numerical Analysis Research Center der Universität von Kalifornien in Los Angeles (1949–1955) und als Forscher am Mathematical Research Center der Universität von Wisconsin in Madison. Dazwischen (1954–1955) konnte er ein Jahr lang als Fulbright-Fellow und Gastprofessor in Rom arbeiten.
1957 wurde Wolfgang Wasow zum Professor für Mathematik an der Universität von Wisconsin in Madison berufen. Hier erfolgte 1973 der Ruf auf die Rudolf E. Langer Professur, die er bis zu seiner Emeritierung im Jahre 1980 innehatte.
Neben der bereits erwähnten Gastprofessur in Rom wirkte Wasow in gleicher Funktion auch in Haifa (1962), an der New York University (1964–1965) und an der ETH Zürich. Er war seit 1968 Mitherausgeber (associate editor) der Proceedings of the American Mathematical Society und des SIAM Journal on Mathematical Analysis (SIMA).
Sein Hauptarbeitsgebiet war die Theorie der Differentialgleichungen, insbesondere asymptotische Entwicklungen der Lösungen und Theorie der Wendepunkte (Turning points). Er verfasste hierzu drei heute als klassisch geltende Bücher.
Wolfgang Wasow verstarb am 11. September 1993 in Madison (Wisconsin). Nach seinem Tod stifteten seine Kinder an der Universität von Wiscon die Wolfgang Wasow Memorial Lecture, durch die jährlich ein Wissenschaftler eingeladen wird.

## Privatleben
Wasow war seit 1939 mit Gabrielle Bernhard (* 1913) verheiratet, die im gleichen Jahr mit ihm zusammen in die USA emigrierte, wo ihnen zwei Söhne geboren wurden. Die Ehe wurde 1959 geschieden.
Wasow heiratete danach Mona Cantor, deren beide Kinder er adoptierte. 1960 wurde der gemeinsame Sohn geboren. Die Ehe wurde 1980 geschieden.

## Werke
- Memories of seventy years : 1909 to 1979, Madison (Wisconsin), Selbstverlag, 1986
- Finite Difference Methods for Partial Differential Equations (with George E. Forsythe), John Wiley & Sons, New York (u. a.), 1960.
- Asymptotic expansions for ordinary differential equations, Interscience Publishers, New York, 1965, überarbeitete Neuauflage 1976.
- Linear Turning Point Theory, Springer-Verlag, New York, 1985